# Yamaha XT 600
La Yamaha XT 600 è stata una motocicletta prodotta dalla casa motociclistica giapponese Yamaha Motor dal 1983 al 2003.
La versione XT 600Z "Téneré" riprendeva il nome dalla famiglia Yamaha XT dotata di propulsori monocilindrici e dalla famosa località cui faceva tappa nel deserto del Ténéré nel Niger nord-orientale l'ex Rally Parigi Dakar.

## Profilo e contesto

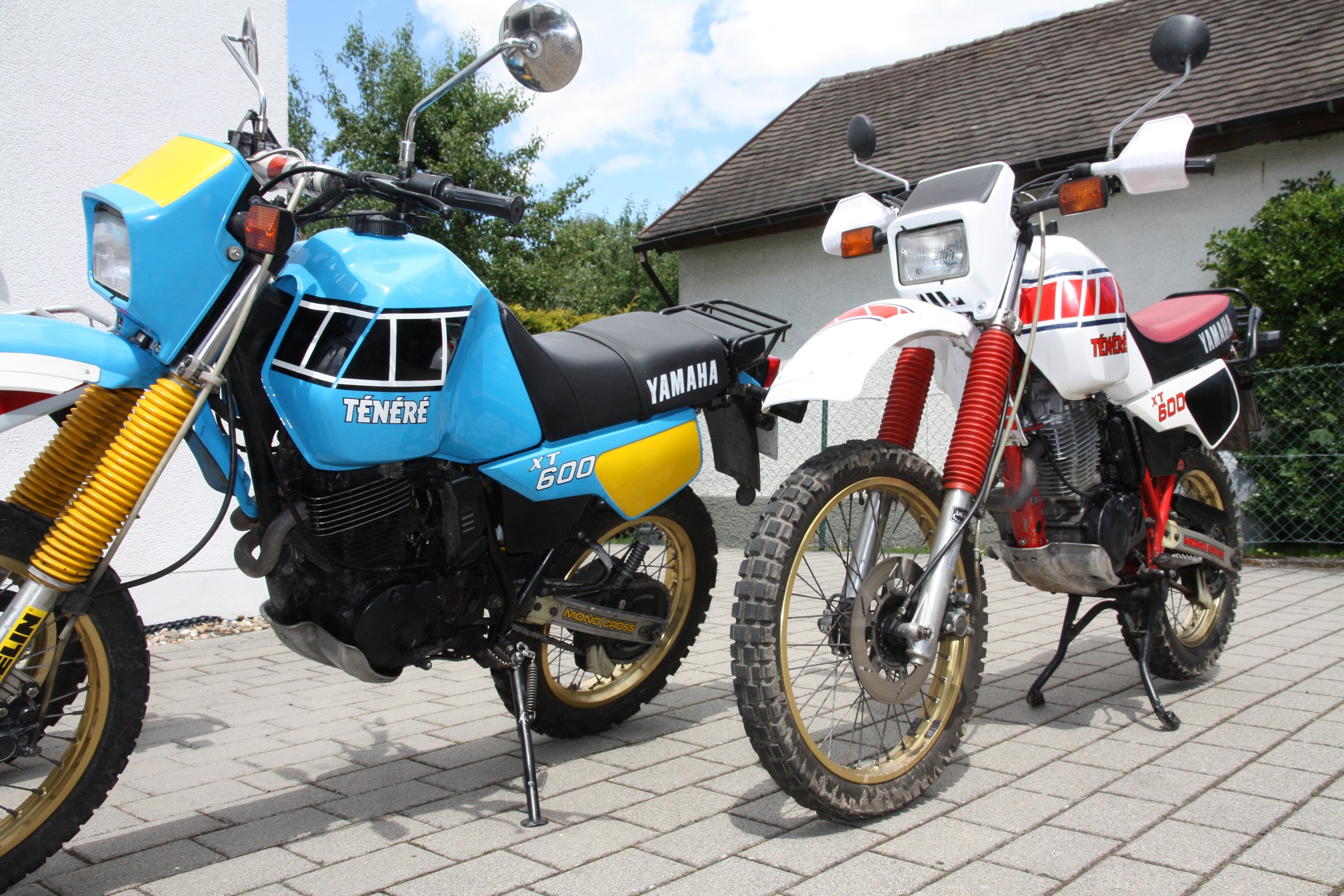
XT 600

Dotata di motore monocilindrico frontemarcia dalla cilindrata totale di 595 cm³ a quattro tempi raffreddato ad aria, avente contralbero di equilibratura con un sistema di distribuzione monoalbero a 4 valvole (di cui due valvole di aspirazione e due di scarico). Il motore viene lubrificato tramite carter secco.
Il motore e la trasmissione sono ancorati ad un telaio tubolare a doppia culla. Il motore è diventato un elemento portante nella costruzione del telaio. All'avantreno trova posto una forcella telescopica, mentre al retrotreno un forcellone.

## Storia ed evoluzione
La Yamaha XT 600, prodotta per circa ventidue anni in quattro serie e in diverse versioni, era l'evoluzione della Yamaha XT 550, che andò ad affiancare e poi a sostituire dopo il 1983, mentre quest'ultima era a sua volta l'evoluzione della XT 500, modello originale, prodotto dal 1975.
La prima serie, presentata nell'ottobre 1982 e messa in vendita nel 1983 fu prodotta fino al 1987 in due modelli: quella normale, XT600 propriamente detta (tipo 43F, con serbatoio da 11,5 litri e potenza di 45 CV) ed in una versione da lei derivata  denominata XT600Z "Ténéré" (tipo 34L e potenza di 40 CV), 
Nel modello normale la moto era identica esteticamente e strutturalmente al modello Yamaha XT250 seconda serie e con gli stessi tipi di meccanismi, come il tamburo da 150 mm al posteriore e il disco da 267 mm all'anteriore; invece nella versione "Ténéré" la moto era improntata per le corse nel deserto e aveva un serbatoio da 30 litri, il tamburo posteriore diventava un 180 mm, il disco anteriore si riduceva a 260 mm, come la potenza portata a 40 CV invece che 45 CV e un tipo di raffreddamento misto aria olio.
La seconda serie della XT 600 fu denominata "XT 600 4 valves" (tipo 2KF/2NF) e venne prodotta dal 1987 al 1989.

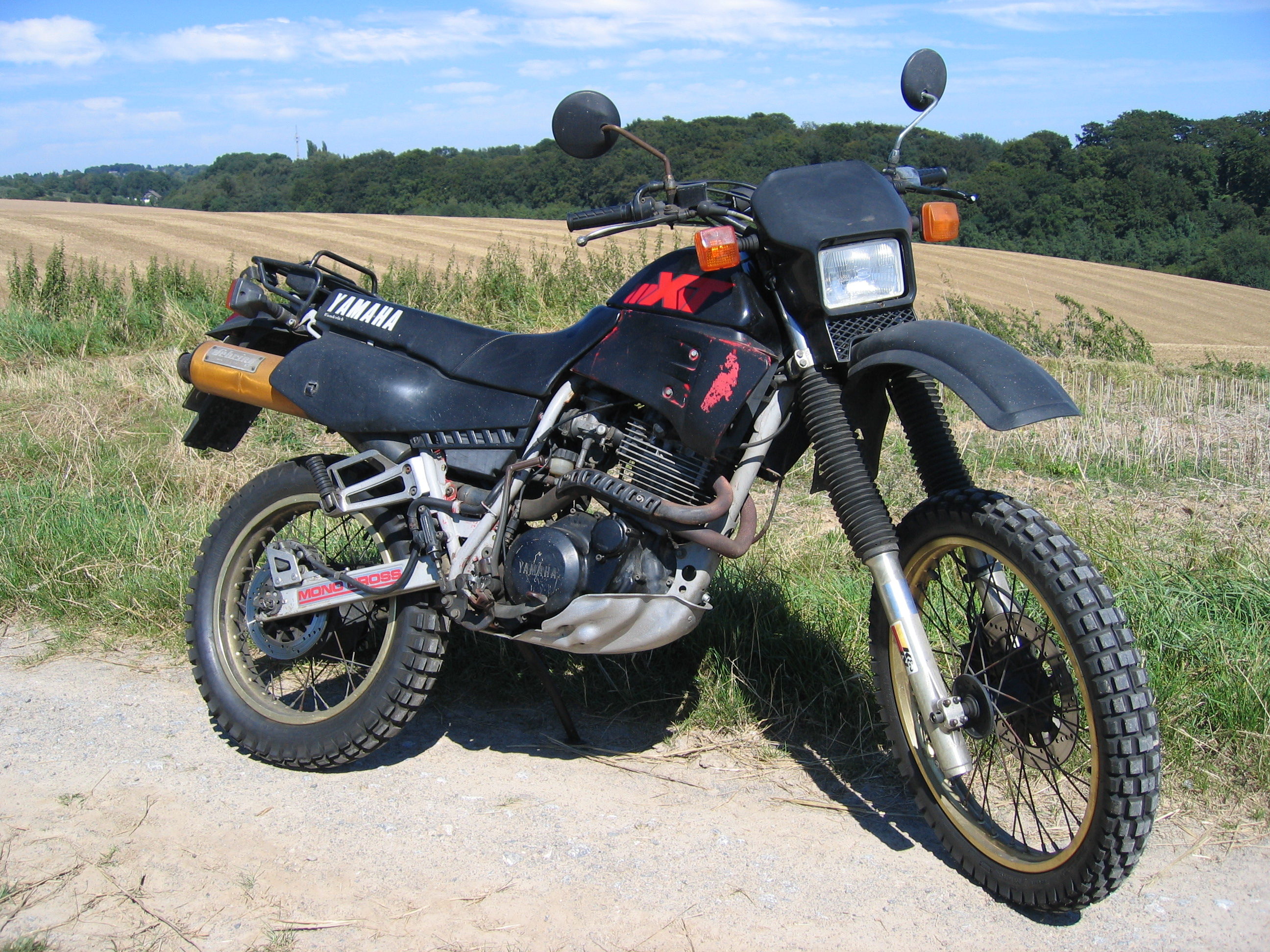
Yamaha XT 600 2KF

Ridisegnata in molte parti, introduceva molte novità: il freno a disco posteriore, serbatoio maggiorato da 11 a 13,5 litri, motore migliorato con valvole di aspirazione maggiorate di 1 mm (eredità della "Ténéré"), una nuova versione del carburatore sdoppiato Teikei da 27 mm, forcella anteriore di diametro maggiorato ed era provvista di valvola pneumatica per regolare la pressione interna della stessa a seconda del terreno, forcellone in acciaio invece che di alluminio come sulla precedente, ma manteneva l'avviamento esclusivamente a pedale. A partire dalla metà del 1988 fino al 1989 venne introdotta sulle XT600 4 valves (2KF) una versione migliorata del motore riconoscibile dalla colorazione grigio metallizzato del medesimo anziché nera, dotata di cuscinetti di banco del motore rinforzati e maggiorati e di 5 prigionieri sulla testata anziché 4 come sulla versione nera. Fu l'ultimo propulsore montato su una XT600 interamente prodotto in Giappone. Le colorazioni disponibili erano inizialmente (1987) bianca/rossa e nera/rossa, e dal 1988 anche blu e acquamarina.
La seconda serie della XT 600 Z "Ténéré" (tipo 1VJ) prodotta dal 1986 al 1987, era anch'essa abbondantemente ridisegnata: equipaggiata sostanzialmente con lo stesso motore della 2KF ma ottenne l'avviamento elettrico (pur mantenendo anche quello a pedale), il radiatore olio venne spostato in prossimità della testata ma mantenne il freno posteriore a tamburo, ed un serbatoio da 23 lt con baricentro abbassato rispetto alla precedente versione. Le colorazioni disponibili erano bianca/rossa e blu/gialla.
La terza serie della XT 600 Z "Ténéré" prodotta dal 1988 al 1991 (tipo 3AJ) venne aggiornata nell'estetica con il parafango anteriore di tipo basso (come nelle moto stradali) e la carenatura frontale tipica delle competizioni Parigi-Dakar dell'epoca, differenziandosi per la prima volta in modo netto dal modello normale, portava all'abbandono del faro singolo rettangolare per uno nuovo doppio faro rotondo. Vantava anche un nuovo serbatoio a 26 litri, nuova strumentazione, e venne applicato lo stesso disco freno da 210 mm della 2KF al posteriore al posto del tamburo mentre l'avviamento diventava elettrico, con la perdita totale di quello a pedale.
La terza serie della XT 600 fu prodotta dal 1990 al 1993, in un'unica versione, mentre la "Ténéré" crebbe di cilindrata, diventando la XTZ 660.
La XT 600 "normale", in seguito all'aggiunta del solo avviamento elettrico e all'eliminazione dell'avviamento a pedalina, venne rinominata XT 600 E (3TB) dove la "E" stava per "electric". Questa moto aveva la stessa linea della Yamaha XT 250 terza serie.
La quarta serie (4PT) prodotta dal 1994 al 2003, aveva la linea lievemente diversa e parti meccaniche differentemente colorate dalla serie precedente, in più le venne tolto il paradisco anteriore.
A partire dalle serie del 1996 il terminale del tubo di scarico venne reso nuovamente indipendente dal telaio.

## Caratteristiche tecniche
| Caratteristiche tecniche - Yamaha XT 600                       | Caratteristiche tecniche - Yamaha XT 600                                        | Caratteristiche tecniche - Yamaha XT 600                                        | Caratteristiche tecniche - Yamaha XT 600                                        | Caratteristiche tecniche - Yamaha XT 600                                        | Caratteristiche tecniche - Yamaha XT 600                                        |
| -------------------------------------------------------------- | ------------------------------------------------------------------------------- | ------------------------------------------------------------------------------- | ------------------------------------------------------------------------------- | ------------------------------------------------------------------------------- | ------------------------------------------------------------------------------- |
|                                                                |                                                                                 |                                                                                 |                                                                                 |                                                                                 |                                                                                 |
| Dimensioni e pesi                                              |                                                                                 |                                                                                 |                                                                                 |                                                                                 |                                                                                 |
| Ingombri (lungh.×largh.×alt.)                                  | ? × ? × 1 mm                                                                    | ? × ? × 1 mm                                                                    | ? × ? × 1 mm                                                                    | ? × ? × 1 mm                                                                    | ? × ? × 1 mm                                                                    |
| Meccanica                                                      |                                                                                 |                                                                                 |                                                                                 |                                                                                 |                                                                                 |
| Tipo motore: monocilindrico a 4 tempi                          | Tipo motore: monocilindrico a 4 tempi                                           | Tipo motore: monocilindrico a 4 tempi                                           | Tipo motore: monocilindrico a 4 tempi                                           | Raffreddamento: raffreddamento ad aria                                          | Raffreddamento: raffreddamento ad aria                                          |
| Cilindrata                                                     | 595 cm³                                                                         | 595 cm³                                                                         | 595 cm³                                                                         | 595 cm³                                                                         | 595 cm³                                                                         |
| Distribuzione: SOHC a 4 valvole (2 aspirazione 2 allo scarico) | Distribuzione: SOHC a 4 valvole (2 aspirazione 2 allo scarico)                  | Distribuzione: SOHC a 4 valvole (2 aspirazione 2 allo scarico)                  | Alimentazione: carburatore Teikei                                               | Alimentazione: carburatore Teikei                                               | Alimentazione: carburatore Teikei                                               |
| Potenza: 45 o 40 cv a seconda delle versioni                   | Potenza: 45 o 40 cv a seconda delle versioni                                    | Coppia:                                                                         | Coppia:                                                                         | Rapporto di compressione:                                                       | Rapporto di compressione:                                                       |
| Frizione: dischi multipli in bagno d'olio                      | Frizione: dischi multipli in bagno d'olio                                       | Frizione: dischi multipli in bagno d'olio                                       | Cambio: 5 rapporti                                                              | Cambio: 5 rapporti                                                              | Cambio: 5 rapporti                                                              |
| Accensione                                                     | elettronica                                                                     | elettronica                                                                     | elettronica                                                                     | elettronica                                                                     | elettronica                                                                     |
| Trasmissione                                                   | a catena                                                                        | a catena                                                                        | a catena                                                                        | a catena                                                                        | a catena                                                                        |
| Ciclistica                                                     |                                                                                 |                                                                                 |                                                                                 |                                                                                 |                                                                                 |
| Telaio                                                         | in acciaio                                                                      | in acciaio                                                                      | in acciaio                                                                      | in acciaio                                                                      | in acciaio                                                                      |
| Sospensioni                                                    | Anteriore: forcella telescopica / Posteriore: forcellone con monoammortizzatore | Anteriore: forcella telescopica / Posteriore: forcellone con monoammortizzatore | Anteriore: forcella telescopica / Posteriore: forcellone con monoammortizzatore | Anteriore: forcella telescopica / Posteriore: forcellone con monoammortizzatore | Anteriore: forcella telescopica / Posteriore: forcellone con monoammortizzatore |
| Freni                                                          | Anteriore: disco singolo                                                        | Anteriore: disco singolo                                                        | Anteriore: disco singolo                                                        | Anteriore: disco singolo                                                        | Anteriore: disco singolo                                                        |
| Pneumatici                                                     | ant. 21” post. 18" o 17”, a seconda delle versioni                              | ant. 21” post. 18" o 17”, a seconda delle versioni                              | ant. 21” post. 18" o 17”, a seconda delle versioni                              | ant. 21” post. 18" o 17”, a seconda delle versioni                              | ant. 21” post. 18" o 17”, a seconda delle versioni                              |
| Prestazioni dichiarate                                         |                                                                                 |                                                                                 |                                                                                 |                                                                                 |                                                                                 |
| Velocità massima                                               | intorno ai 155/165 km/h, a seconda delle versioni km/h                          | intorno ai 155/165 km/h, a seconda delle versioni km/h                          | intorno ai 155/165 km/h, a seconda delle versioni km/h                          | intorno ai 155/165 km/h, a seconda delle versioni km/h                          | intorno ai 155/165 km/h, a seconda delle versioni km/h                          |
| Consumo                                                        | intorno ai 20/22 km/l su percorso misto                                         | intorno ai 20/22 km/l su percorso misto                                         | intorno ai 20/22 km/l su percorso misto                                         | intorno ai 20/22 km/l su percorso misto                                         | intorno ai 20/22 km/l su percorso misto                                         |
| Fonte dei dati:                                                |                                                                                 |                                                                                 |                                                                                 |                                                                                 |                                                                                 |

| Caratteristiche tecniche - Yamaha XT 600 E - 1990 | Caratteristiche tecniche - Yamaha XT 600 E - 1990 | Caratteristiche tecniche - Yamaha XT 600 E - 1990 | Caratteristiche tecniche - Yamaha XT 600 E - 1990 | Caratteristiche tecniche - Yamaha XT 600 E - 1990 | Caratteristiche tecniche - Yamaha XT 600 E - 1990 |
| ------------------------------------------------- | --- | --- | --- | --- | --- |
|                                                   | | | | | |
| Dimensioni e pesi                                 | | | | | |
| Ingombri (lungh.×largh.×alt.)                     | 2220 × 820 × 1245 mm | 2220 × 820 × 1245 mm | 2220 × 820 × 1245 mm | 2220 × 820 × 1245 mm | 2220 × 820 × 1245 mm |
| Altezze                                           | Sella: 855 mm - Minima da terra: 235 mm | Sella: 855 mm - Minima da terra: 235 mm | Sella: 855 mm - Minima da terra: 235 mm | Sella: 855 mm - Minima da terra: 235 mm | Sella: 855 mm - Minima da terra: 235 mm |
| Interasse: 1445 mm                                | Interasse: 1445 mm | Massa a vuoto: 168 kg | Massa a vuoto: 168 kg | Serbatoio: 13 l | Serbatoio: 13 l |
| Meccanica                                         | | | | | |
| Tipo motore: Monocilindrico a 4 tempi             | Tipo motore: Monocilindrico a 4 tempi | Tipo motore: Monocilindrico a 4 tempi | Tipo motore: Monocilindrico a 4 tempi | Raffreddamento: ad aria | Raffreddamento: ad aria |
| Cilindrata                                        | 595 cm³ (Alesaggio 95 × Corsa 84 mm) | 595 cm³ (Alesaggio 95 × Corsa 84 mm) | 595 cm³ (Alesaggio 95 × Corsa 84 mm) | 595 cm³ (Alesaggio 95 × Corsa 84 mm) | 595 cm³ (Alesaggio 95 × Corsa 84 mm) |
| Distribuzione: monoalbero quattro valvole         | Distribuzione: monoalbero quattro valvole | Distribuzione: monoalbero quattro valvole | Alimentazione: due carburatori Teikei: uno principale da 26 mm e uno secondario da 30 mm                                                                                      | Alimentazione: due carburatori Teikei: uno principale da 26 mm e uno secondario da 30 mm                                                                                      | Alimentazione: due carburatori Teikei: uno principale da 26 mm e uno secondario da 30 mm                                                                                      |
| Potenza: 32,8 kW (45 CV) a 6.500 giri/min         | Potenza: 32,8 kW (45 CV) a 6.500 giri/min | Coppia: 5,1 kgm a 5.500 giri/min | Coppia: 5,1 kgm a 5.500 giri/min | Rapporto di compressione: 8,5:1 | Rapporto di compressione: 8,5:1 |
| Frizione: dischi multipli in bagno d'olio         | Frizione: dischi multipli in bagno d'olio | Frizione: dischi multipli in bagno d'olio | Cambio: sequenziale a 5 marce a pedale con innesti frontali e ingranaggi sempre in presa                                                                                      | Cambio: sequenziale a 5 marce a pedale con innesti frontali e ingranaggi sempre in presa                                                                                      | Cambio: sequenziale a 5 marce a pedale con innesti frontali e ingranaggi sempre in presa                                                                                      |
| Accensione                                        | elettronica digitale ad anticipo automatico elettronico | elettronica digitale ad anticipo automatico elettronico | elettronica digitale ad anticipo automatico elettronico | elettronica digitale ad anticipo automatico elettronico | elettronica digitale ad anticipo automatico elettronico |
| Trasmissione                                      | primaria a ingranaggi a denti dritti; secondaria a catena | primaria a ingranaggi a denti dritti; secondaria a catena | primaria a ingranaggi a denti dritti; secondaria a catena | primaria a ingranaggi a denti dritti; secondaria a catena | primaria a ingranaggi a denti dritti; secondaria a catena |
| Avviamento                                        | elettrico | elettrico | elettrico | elettrico | elettrico |
| Ciclistica                                        | | | | | |
| Telaio                                            | monotrave in tubi tondi ed elementi in lamiera stampata | monotrave in tubi tondi ed elementi in lamiera stampata | monotrave in tubi tondi ed elementi in lamiera stampata | monotrave in tubi tondi ed elementi in lamiera stampata | monotrave in tubi tondi ed elementi in lamiera stampata |
| Sospensioni                                       | Anteriore: forcella telescopica con steli da 41 mm / Posteriore: forcellone oscillante con monoammortizzatore pneumoidraulico a funzionamento progressivo (sistema Monocross) | Anteriore: forcella telescopica con steli da 41 mm / Posteriore: forcellone oscillante con monoammortizzatore pneumoidraulico a funzionamento progressivo (sistema Monocross) | Anteriore: forcella telescopica con steli da 41 mm / Posteriore: forcellone oscillante con monoammortizzatore pneumoidraulico a funzionamento progressivo (sistema Monocross) | Anteriore: forcella telescopica con steli da 41 mm / Posteriore: forcellone oscillante con monoammortizzatore pneumoidraulico a funzionamento progressivo (sistema Monocross) | Anteriore: forcella telescopica con steli da 41 mm / Posteriore: forcellone oscillante con monoammortizzatore pneumoidraulico a funzionamento progressivo (sistema Monocross) |
| Freni                                             | Anteriore: a disco da 267 mm / Posteriore: a disco da 220 mm | Anteriore: a disco da 267 mm / Posteriore: a disco da 220 mm | Anteriore: a disco da 267 mm / Posteriore: a disco da 220 mm | Anteriore: a disco da 267 mm / Posteriore: a disco da 220 mm | Anteriore: a disco da 267 mm / Posteriore: a disco da 220 mm |
| Pneumatici                                        | anteriore: 90/90-21"; posteriore: 120/90-17" | anteriore: 90/90-21"; posteriore: 120/90-17" | anteriore: 90/90-21"; posteriore: 120/90-17" | anteriore: 90/90-21"; posteriore: 120/90-17" | anteriore: 90/90-21"; posteriore: 120/90-17" |
| Prestazioni dichiarate                            | | | | | |
| Velocità massima                                  | 165 km/h | 165 km/h | 165 km/h | 165 km/h | 165 km/h |
| Altro                                             | | | | | |
| Note                                              | peso dichiarato dalla Casa con i pieni di carburante e olio | peso dichiarato dalla Casa con i pieni di carburante e olio | peso dichiarato dalla Casa con i pieni di carburante e olio | peso dichiarato dalla Casa con i pieni di carburante e olio | peso dichiarato dalla Casa con i pieni di carburante e olio |
| Fonte dei dati: Motociclismo 6/1990               | | | | | |